# Máy Tơ
Máy Tơ là một phường thuộc quận Ngô Quyền, thành phố Hải Phòng, Việt Nam.

## Địa lý
Phường Máy Tơ có diện tích 1,52 km², dân số năm 2022 là 14.143 người, mật độ dân số đạt 9.304 người/km².

## Lịch sử
Ngày 15 tháng 1 năm 1981, UBND TP. Hải Phòng ban hành Quyết định số 83/QĐ-UBND về việc thành lập phường Máy Tơ thuộc quận Ngô Quyền.
Ngày 20 tháng 7 năm 2022, HĐND TP. Hải Phòng ban hành Nghị quyết số 26/NQ-HĐND về việc:
- Thành lập tổ dân phố số 2 trên cơ sở 3 tổ dân phố: Phạm Minh Đức 1, Lương Văn Can, Đà Nẵng 2.
- Thành lập tổ dân phố số 6 trên cơ sở 3 tổ dân phố: Nguyễn Trãi 3, Nguyễn Trãi 4, Lê Thánh Tông, một phần của tổ dân phố Máy Tơ và một phần của tổ dân phố Nguyễn Trãi 2.
- Thành lập tổ dân phố số 7 trên cơ sở 2 tổ dân phố: Võ Thị Sáu 1, Trần Khánh Dư 2, một phần của tổ dân phố Máy Tơ và một phần của tổ dân phố Nguyễn Trãi 2.
- Đổi tên tổ dân phố số 10 thành tổ dân phố số 8.